# Tony Isabella

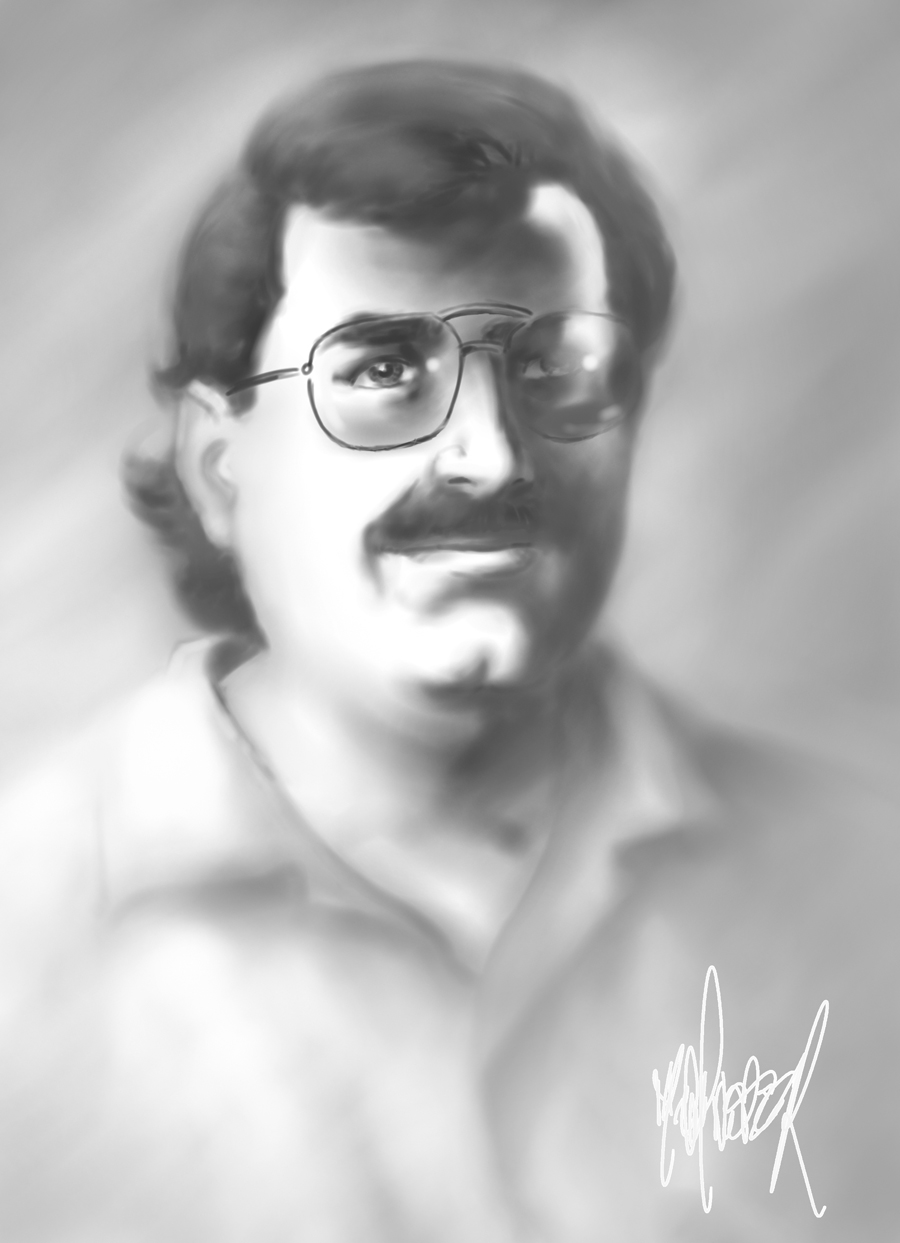
Tony Isabella

Tony Isabella (* 22. Dezember 1951) ist ein US-amerikanischer Comicautor.

## Leben und Arbeit
Isabella begann 1972 als Redaktionsassistent für den Verlag Marvel Comics zu arbeiten, bevor er ab 1973 erste Engagements als Autor übernahm. In der Folge schrieb er für die Serien Ghost Rider, The Champions und Captain America, außerdem steuerte er Geschichten für die Reihe Living Colossus bei, die als Feature in der Serie Astonishing Tales veröffentlicht wurde, Luke Cage (in Hero for Hire) und Tigra (in Marvel Chillers).
In den späteren 1970er Jahren begann Isabella auch Engagements für Marvels Konkurrenten DC-Comics zu übernehmen: So erschuf er – zusammen mit dem Zeichner Trevor Von Eeden – 1977 mit der Figur des Superhelden Black Lightning den ersten afroamerikanischen Charakter in DCs Verlagsprogramm, der in den Mittelpunkt einer eigenen fortlaufenden Serie gestellt wurde. In den 1990er Jahren präsentierte Isabella zudem gemeinsam mit dem Zeichner Richard Howell eine Neuinterpretation des Science-Fiction-Helden Hawkman, die er erstmals in der Miniserie Shadow War of Hawkman vorstellte, in deren Anschluss DC eine neue Hawkman-Serie ins Leben rief, deren erste Ausgaben Isabella schrieb.
Als Buchautor veröffentlichte Isabella die Romane Captain America: Liberty’s Torch (1998) und Star Trek: The Case Of The Colonist's Corpse (2003). Zudem verfasst er eine als Tony’s Tips betitelte Kolumne für die Fachzeitschrift Comics Buyer’s Guide.
In jüngerer Vergangenheit hat Isabella verschiedene von europäischen – vor allem italienischen und skandinavischen – Comicautoren verfasste Disney-Comics für die Veröffentlichung auf dem amerikanischen Markt ins Englische übersetzt.
| Personendaten    | Personendaten                |
| ---------------- | ---------------------------- |
| NAME             | Isabella, Tony               |
| KURZBESCHREIBUNG | US-amerikanischer Comicautor |
| GEBURTSDATUM     | 22. Dezember 1951            |